# Lista de capítulos de Nana
O mangá Nana é escrito e ilustrado por Ai Yazawa, e é publicado pela editora Shueisha na revista Cookie. O primeiro capítulo de Nana foi publicado em dezembro de 1999, já tendo ultrapassado mais de 80 capítulos lançados atualmente. Nesta página, os capítulos estão listados por volume (nem capítulos nem volumes são titulados). Alguns capítulos saíram apenas na Cookie, não tendo sido lançados na forma de volumes, porém, eles também estarão listados aqui.
No Brasil, é licenciado e publicado pela editora JBC desde julho de 2008.

## Volumes 1~15
| - Nana Komatsu - Nana Osaki |

| - Capítulo 1–4 |

| - Capítulo 5–8 |

| - Capítulo 9–12 |

| - Capítulo 13–16 |

| - Capítulo 17–20 |

| - Capítulo 21–24 |

| - Capítulo 25–28 |

| - Capítulo 29–32 - Capítulo bônus: Naoki |

| - Capítulo 33–36 |

| - Capítulo 37–41 |

| - Capítulo 42–45 |

| - Capítulo 46–49 |

| - Capítulo 50–53 |

| - Capítulo 54–57 |

| - Capítulo 58–61 - Capítulo bônus: Nobu |

| - Capítulo 62–65 |

| - Capítulo 66–69 - Capítulo bônus: Takumi |

| - Capítulo 70–73 |

| - Capítulo 74–77 |

| - Capítulo 78–80 |

### Capítulos ainda não compilados em volumes
- Capítulo 81–84.